# Атмасфера

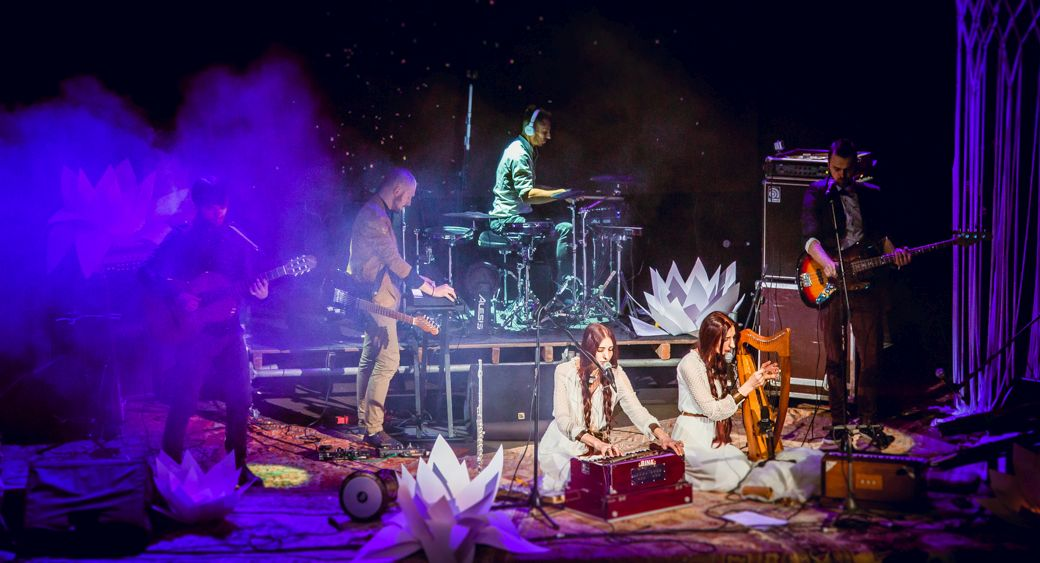
Атмасфера Мантра Дайвінг, Львів, 2015

АтмАсфера — український музичний гурт, особливістю якого є сакральна мова більшості пісень — санскрит  і тексти з мантр, поєднання етнічних мотивів із сучасним оркестровим звучанням. Також гурт співає українською та англійською мовами. Серед учасників гурту — дівчата-близнята, доньки Юрія Яремчука — музиканта жанру імпровізаційного джазу та авангарду.
«Атмасфера» — мультиінструментальний гурт, який поєднує наступні інструменти: флейта, клавіші, гітара, мандоліна, арфа, гармонія, бузукі, різні перкусії, бас-гітара, саксонетт, дзвіночки, дарбука та інші.

## Стиль
Гурт виконує пісні в стилі world та contemporary music (альбом «Integro»), комбінує класичні форми з джазовими імпровізаціями (альбом «Internal»), експериментує з фольковими та етно-мотивами світу (альбом «Forgotten love»).
Свій творчий шлях «AtmAsfera» розпочала з артроку (альбом «Знайти»). В композиціях колективу сучасні західні тенденції органічно доповнюються старовинними східними мотивами та збагачуються українським колоритом.

## Назва
Назва гурту складається з двох слів: «atma», що у перекладі із санскриту означає «душа» і «sfera», що означає середовище, в якому душа живе.

## Склад гурту[1]
- Ямуна - флейта, ксилофон, вокал,

- Калінді - клавішні, фісгармонія, арфа, вокал

- Джанардана — бас-гітара, вокал
- Сергій Свірський — електрогітара

- Денис Білодід - акустична гітара, домбра, бузукі

- Тімур Ґоґітідзе - ударні, дарбука

## Концерти і фестивалі
- MJR festival [Архівовано 29 липня 2017 у Wayback Machine.](Литва, 2015)/відео/
- Oslo Musikkfest(Норвегія, 2015)
- Four E (Казахстан, 2013, 2015)
- Peace festival (Німеччина, 2015)
- Країна мрій фестиваль (Україна  2008, 2015)
- Трипільське Коло фестиваль(Україна 2008—2015)
- Emergenza фестиваль (Україна, Росія 2012)
- Жеребкування УЄФА 2012, присвячене фіналу УЄФА в Польщі (Варшава) і Україні (Львів, Харків, Київ)
- EUROPA-Fest (Румунія, 2011)
- Folkowo (Польща,2010)
- Пустые Холмы (Росія, 2010)
- Przystanek Woodstock (Польща 2006—2008, 2009 — виступ на головній сцені)
- Moldejazz і NGPrix (Норвегія 2009), "50-річчя фестивалю MoldeJazz-2010 "(Норвегія 2010)
- Global Battle of the Bands (Англія, 2007)

Сольні концерти в залах по всьому світу, включаючи багато європейських країн (Україна, Польща, Чехія, Норвегія, Монако, Франція, Словаччина, Швеція, Англія, Німеччина, Литва), СНД та Індонезії.

## Досягнення
- 2018 — лауреат музичної премії Roundglass Music Awards 2018, отримав нагороду в номінації «Гурт року»[2]
- «MusicDiscoveries», найкращий музичний гурт на американському порталі у 2012 році
- «Emergenza» фестиваль, травень 2012 (UA), перемога в українському фіналі
- «Emergenza» Фестиваль, липень 2012 (4-е місце), участь у фіналі російського відбору
- «Must Be MUSIC» (2011, виступ гурту у фіналі спостерігали 5 мільйонів глядачів), фіналіст другого сезону польського національного телевізійного шоу
- UEFA 2012 — жеребкування, присвячене фіналу УЄФА в Польщі (Варшава) і Україні (Львів, Харків, Київ)
- Вечірка для чиновників Євро-парламенту в Бельгії.
- «Zloty Baczek» (Золота Дзига) Приз глядацьких симпатій як найкращому гурту народної сцені під час виступу на фестивалі «Przystanek Woodstock -2008», що дозволило їм грати у серпні для більш ніж 400 тисяч слухачів
- «The Global Battle of the Bands» (жовтень, 1-е місце в київському відбірному туру і 4 серед 48 — на світовому суперфіналі в Англії, Лондон 2007)

## Дискографія
- 2006: Знайти (art-rock, alternative)
- 2006: Forgotten Love (ethno)
- 2011: Integro (contemporary, world music, neofolk)
- 2012: Internal (folk-rock, world music)
- 2016: «In the Depth» (синґл)
- 2022: Антистрес медитація

## Кліпи
- - Nama Om[3] (2006)
  - Every step[4] (2010)
  - На Глибині (In the depth) (2017)[5]

## Мантра Дайвінг
З 2013 року АтмАсфера реалізує інтерактивний проект «Мантра Дайвінг», де слухач має можливість задіятись у творче дійство і в повній мірі виразити свої емоції, співаючи з музикантами мантри на санскриті.

## Хронологія

### 2015 рік
Презентація нової інтерактивної програми «Мантра Дайвінг» містами України та Польщі в Німеччині, Чехії, Норвегії та Казахстані.
Організація 3-денного фестивалю «Atmasfera Festival» у Польщі.
Виступи на фестивалях «MJR festival» (Литва, 2015), «Oslo Musikkfest» (Норвегія), «Four E» (Казахстан), «Peace festival» (Німеччина), «Berlin Yoga fest» (Німеччина), «Woodstock UA» (Україна), «Країна мрій» (Україна), «Трипільське Коло» (Україна).

### 2014 рік
Презентація української кобзарської пісні «Ой ходив я степом», присвяченої пам'яті Героям Небесної Сотні.
Створення інтерактивного музичного проекту Мантра Дайвінг.
Тур «За мир в Україні» (Польща-Україна-Казахстан-Німеччина): протягом року гурт зіграв понад 50 благодійних концертів та Мантра Дайвінгів в Україні та за її межами, метою яких було підтримати та надихнути людей в нелегкий час революції в Україні.
Організація благодійної акції для дітей з малозабезпечених сімей та сімей, змушених покинути свої домівки через окупацію Криму та війну на сході України.

### 2013 рік
Лютий — робота над новим матеріалом.

Березень — робота над новим матеріалом.

Квітень — концерти в Польщі (Варшава, Вроцлав), організація та виступ на еко-арт фестивалі «ЕКОНЯКА», Львів.

Травень — концерти в Україні (Донецьк, Запоріжжя (благодійний концерт)) та Польщі (Тарнобжеш, Куніце Гуляка); визнано найкращим гуртом в американському порталі «Music Discoveries» (2012, USA) 

Червень — концерти в Україні (Дніпропетровськ, Черкаси, Львів (свято музики «Fête de la Musique» [Архівовано 23 липня 2013 у Wayback Machine.] на сцені «Leopolis Gran Prix» [Архівовано 3 липня 2013 у Wayback Machine.]), хедлайнер на фестивалі «Трипільське Коло 2013. Вода».

Липень — концерти в Польщі (Августов, Войцехув, Радощице) та в Україні (фестиваль «Франко. Місія» 2013), організація та проведення другого польського AtmaMusicCamp.
Серпень- концерт на фестивалі Four E та Атмакемп в Алмати, Казахстан
Листопад — підтримує людей на майданах під час революції в Україні

### 2012 рік
Січень — Новий Рік «AtmAsfera» зустріла концертом в Ряшеві, на центральній площі міста; участь в XX Finału WOŚP (Wielka Orkiestra Światecznej Pomocy) (англ. — Grand Final of the Great Orchestra of Christmas Charity) в Торуні (Польща)

Березень  — Презентація нового диску «INTERNAL» в Чехії (Простейов, Злін, Прага, Брно) та Львові 

Квітень  — Презентація нового диску «INTERNAL» в Києві та Польщі (Люблін, Вроцлав). Фестиваль Флюгери Львова 2012 

Травень  — Перемога в українському фіналі фестивалю Emergenza Ukraine 2012, концерти в Польщі (Рибнік, Іновроцлав, Ряшів (живий концерт на радіо)) та в Чехії (Прага)

Червень  — концерти в Польщі (фестиваль Noc Kultury в Любліні, Вроцлав, Суха-Бескидзька, Цмоляс), виступи в Україні на сценах офіційних фан-зон Євро2012 (Київ, Харків, Львів), спільний сет з гуртом ТНМК [Архівовано 31 серпня 2007 у Wayback Machine.] на фестивалі «Країна Мрій» (Київ), хедлайнер фестивалю «Трипільське Коло 2012. Парад Стихій» (Ржищів)

Липень  — участь у Всеросійському фіналі фестивалю Emergenza 2012 (4-те місце), концерти в Польщі (Полянчик, Кентшин, Гдиня), організація та проведення першого польського AtmaMusicCamp'у, виступ на фестивалі «Горлиця» (с. Маринин, Рівненська обл)

Серпень  — концерти в Україні (фестивалі «Захід» та «ФАРТ») та в Польщі (Велішев, Леліс, Гужно)

Вересень  — гастролі в Індонезії, виступи в Празі (Чехія) та в Прусімі (Польща), концерти в Криму (Ялта, Алушта) 

Жовтень  — КАНІКУЛИ

Листопад  — концерти в Чехії (Простейов, Прага)

Грудень  — гурт мінімізує концертну діяльність та розпочинає роботу над новим матеріалом

### 2011 рік
Січень — участь в XIX Finału WOŚP (Wielka Orkiestra Światecznej Pomocy) (англ. — Grand Final of the Great Orchestra of Christmas Charity) в Торуні (Польща). WOŚP — відома в Польщі доброчинна організація, діяльність якої направлена на охорону здоров'я. Декілька разів на рік WOŚP ініціює проведення по всій Польщі загальнонаціональних благочинних акцій, метою яких є збір коштів на обладнання для лікарень, а також проведення медичних та освітніх програм. Саме WOŚP є організатором «Przystanek Woodstock» — найбільшого в Європі фестивалю. Співпраця гурту «AtmAsfera» з WOŚP триває з 2006 року.

Лютий — березень — презентація альбому INTEGRO в київському ЦКМ НАУ: Atmasfera — Gutsul&Bala Промоційний INTEGRO-тур по Україні: Полтава, Донецьк, Дніпропетровськ, Запоріжжя, Севастополь, Львів, Київ, Луцьк

Квітень — сольні концерти в Полтаві та Львові, участь у святкуванні Дня Землі в Києві

Травень — участь у фестивалі «Флюгери Львова» та міжнародному фестивалі «Європа-Центр» (Рахів); гастролі в Румунії — фестивалі «EcoArt» та «EUROPA-Fest». На «EUROPA-Fest»'і AtmAsfera була єдиним колективом з України, який було запрошено представити нашу державу на зорганізованому королівською родиною Румунії фестивалі 

Травень — червень' — промоційний INTEGRO-тур в Польщі: Lodz, Slawno, Koszalin, Bydgoszcz, Warszawa, Rzeszow, Katowice, Bielsko-Biala, Wroclaw, Krakow, Lublin, Sandomierz, Poznan, Olsztyn

Липень — хедлайнери фестивалю «Трипільське коло», виступ на фестивалях «Горлиця», «Підкамінь», виступ на Z-Games (Казантип); виступи на польських фестивалях «Jarmark Folklorystyczny» (Polomia), «Festival Kropka» (Głuchołazy) та «Szanty» (Kunica)

Серпень — участь у польських фестивалях «Rozsypaniec» (Bieszczady), «Bieszczadzkie Święto Chmielu» (Lutowiska), «Karpaty OFFer» (Nowy Sącz), «Szanty nad Zalewem» (Wieliszew), «Muzyczna Zohylina» (Tatry)

Вересень  — сольний виступ в концерт-холлі «Вітамін» (Сімферополь)

Жовтень  — концерт в Києві, на запрошення V Міжнародного еко-культурного фестивалю «Трипільське коло. Парад стихій»

Листопад  — «AtmAsfera» стала фіналістом польського національного ТВ-шоу «Must Be the Music» (фінальний ефір програми оглядало близько 5 млн телеглядачів): AtmAsfera — Bala (MBTM final)
AtmAsfera — «Лети_Fly Away», Semifinal in MBTM 2011
Концерти в Польщі: Warszawa, Wroclaw

Грудень  — виступ на церемонії, присвяченій фінальному жеребкуванню ЄВРО2012 («AtmAsfera» — єдина з українських команд, яку було запрошено в Варшаву запрезентувати Україну на цій церемонії): AtmAsfera — «Viva». Концерти в Польщі: Elblag, Labiszyn. Виступ в Брюселі на вечірці Європарламенту з нагоди двадцятиріччя Незалежності України. Благодійний тур містами України: Луцьк, Рівне, Львів — промо-ролик благодійного туру 

### 2010 рік
Січень  — Участь у фестивалі «Крила Надії», концерт у м. Краків (Польща), концерт у ХПІ (Харків)

Лютий  — Виступ у клубі «Wspak» у м. Кельце (Польща)

Березень  — Концерти у Одесі, Південне, Тирасполь. Також великий сольний концерт у БК ім..Корольва в Києві

Квітень  — Атмасфера, разом з гуртами Скай, Неділя, та ін. виступила на благодійній вечірці, у рамках проекту «Подаруй дитині радість»

Травень  — вересень — Тур Польщею: Кошалін, Лечна, Щечін, Оструда, Вабржезно, Криніца, Катовіце, Торунь, Гіжичко, Устка, Тржебіатов, Варшава, Краків, Ряшів, Сандомирж

Червень  — Лауреат фестивалю «Folkowo» (Оструда)

Липень  — Виступ на «Трипільському колі» хедлайнером другого дня фестивалю. 
Участь у ювілейному 50-му джазоваму фестивалі MoldeJazz-2010 (серед гостей — Herbie Hancock, Jeff Beck, Sonny Rollins, Bobby McFerrin, та ін.)

Вересень — концерти в Сімферополі та Севастополі

Жовтень — Лодзь, Кьєльце (Польща)

Листопад — Гданськ, Вроцлав (Польща), кілька камерних концертів в Києві

Грудень — благочинний концерт у Львові до Дня Св. Миколая, великий передноворічний концерт у Дніпропетровську

### 2009 рік
Лютий — сольний концерт в Умані.

Квітень — концерт у Львівській Філармонії а також виступ на фестивалі «Відчуй смак рідної мови» 

Травень — фестиваль «Latajacy Holender»-2009 (Варшава, Польща)

Червень — фестиваль «Пусті холми» (Росія)

Атмасфера отримала приз глядацьких симпатій «Zloty Baczek» (Золота Дзига), як найкраща група фолькової сцени, яка виступала на фестивалі «Przystanek Woodstock 2008», і це дає право виступити на великій сцені фестивалю у серпні перед аудиторією понад 400 тис. слухачів
 Відео з врученням «АтмАсфері» призу глядацьких симпатій

Липень — фестиваль «Трипільське коло» у Ржищеві (Київська область) та Любліні (Польща) — виступ у найпрестижнішому клубі міста — «Graffiti». Виступи на престижному фестивалі — Moldejazz і NGPrix (Норвегія)

Серпень — виступ на головній сцені фестивалю «Przystanek Woodstock 2009» разом із такими грандами як : Guano Apes (Німеччина), Koorpiklaani (Фінляндія), Clawfinger (Швеція), Jzem (Польща), Voovoo (Польща): Gucul, AtmAsfera Woodstock 2009

Тур Польщею — Люблін, Закопане, Ряшів, Вроцлав, Щецін, Торунь, Живець, Краків.

Вересень — концерти у містах Криму — Алушта, Ялта, Сімферополь та Севастополь.
Також виступ у Запоріжжі — клуб «Титан»

### 2008 рік
2008-й розпочався сольним концертом у Львівській філармонії, а у січні — перемога у конкурсі мережі магазинів музичного обладнання «Музторг».
Березень — концерт у Сімферополі і виступ на «Woma'n'roll fest» у Києві, 

Квітень — тур східною Україною, який почали сольним концертом у Києві з театрально-музичним перформансом. 

Далі, декілька концертів і виступів на фестивалях у Варшаві («Ethno Cross» і «Ursus» — квітень),
Травень — сольний концерт у Львові, святкові виступи до дня Києва на Хрещатику.

Липень — «Країна Мрій» на Співочому полі у Києві «Трипільське Коло» у Ржищеві під Києвом (липень).

Варшава — виступ на фестивалі "II Praski Piknik Rowerowy.
Серпень — фестиваль «Przystanek Woodstock 2008» у Костшині (Польща), виступ на фестивалі Країна Мрій (Львів).

Вересень — ряд концертів містами Криму (Алушта, Ялта, Коктебель, Сімферополь). Участь у фестивалі " Родовід " (жовтень).

Листопад — Варшава — фестиваль"Etniczne insiracje".
Сольний концерт у Львові в приміщенні Львівської філармонії (листопад). Також у листопаді — участь форуму «Хвиля нової генерації» (Київ).

Завершення 2008 — участь у фестивалі «Україна у центрі Любліна» (Польща, грудень 2008)

### 2007 рік
Травень — «Етно Еволюція-2007» (Космач). 

Червень — «Мазепа-Фест» (Полтава).

Липень — «Woodstock» (Польща).

Серпень — виступ на міжнародному фестивалі «CrossDrumming» (серпень, Варшава).

Вересень — концерт до 750-річчя відомого рокового міста Ярочина (вересень, Польща)

Жовтень — виступ на «Етносезонах» (Київ)

Листопад — перемога у всеукраїнському відборі «The Global Battle of the Bands». Далі — сольні виступи у Будинку Художника і Києво-Могилянській Академії (Київ), 

Грудень — міжнародний фінал «The Global Battle of the Bands» (Лондон, 4-е місце), фестиваль автентичної музики «Ростоки» виступ разом із гуртом — Тартак (Чернігів), благочинний концерт для дітей (Євпаторія). 

### 2006 рік
Березень — фіналіст «Музичного острова». В цей самий час відбувався концертний тур у Києві, Львові, Запоріжжі, Донецьку, Дніпропетровську і Криму. 

Травень — «Етно Еволюція», благочинний концерт, організований Росавою. 

Липень — «Свято Купала на Драгобраті» 

Жовтень — тернопільський «Нівроку».

Найважливішими подіями цього року були виступи на міжнародних фестивалях «Woodstock» (липень 2006, Польща, Костшин) і «The Global Battle of the Bands» (жовтень, 1-е місце у київському відборі і 4-е у всеукраїнському).

### 2005 рік
- Червона Рута 2005 — був одним з найперших і визначних (грали у стилі артрок, призове місце). Відбірковий тур «Євробачення — 2006» — єдиний з рок-колективів, що пройшов до наступного туру.